# Équennes-Éramecourt
 Équennes-Éramecourt  es una comuna y población de Francia, en la región de Picardía, departamento de Somme, en el distrito de Amiens y cantón de Poix-de-Picardie.
Su población en el censo de 1999 era de 247 habitantes.
Está integrada en la Communauté de communes du Sud-Ouest Amiénois .

## Demografía
| 209 | 219 | 235 | 220 | 199 | 247 |
| Para los censos de 1962 a 1999 la población legal corresponde a la población sin duplicidades (Fuente: INSEE [Consultar]) |     |     |     |     |     |

- Datos: Q82079
- Multimedia: Équennes-Éramecourt / Q82079

1. ↑  Worldpostalcodes.org, código postal n.º 80290.
2. ↑  INSEE, Datos de población para el año 2012 de Équennes-Éramecourt (en francés).